# 马氏灵猫
马氏灵猫（学名：Macrogalidia musschenbroekii）也称苏岛花面狸，是灵猫科棕榈狸亚科的一种，为马氏灵猫属中唯一的一种，仅分布于印度尼西亚苏拉威西岛。